# Radu Voina
Radu Voina, né le 29 juillet 1950 à Sighișoara, est un joueur international puis entraîneur roumain de handball. Il évoluait au poste d'arrière.

## Biographie
Radu Voina était un des joueurs cadres de l'équipe de Roumanie qui était l'une des meilleures équipes mondiales dans les années 1970. Ainsi, il est devenu champion du monde en 1974 et a participé à trois reprises aux Jeux olympiques, remportant la médaille d'argent en 1976 et deux médailles de bronze en 1972 et 1980.
En 19 saisons au Steaua Bucarest dont 11 en tant qu'entraineur-joueur, il a notamment remporté la Coupe des clubs champions européens en 1977 et dix-sept titres Champion de Roumanie.
Reconverti entraîneur, il alterne entre la Roumanie (Steaua Bucarest, équipes nationales masculine et féminine et Oltchim Vâlcea) et la France ou plus particulièrement l'Alsace (RC Strasbourg, SC Sélestat et ASL Robertsau).

## Palmarès de joueur

### En club
Compétitions internationales
- Coupe des clubs champions européens
  - Vainqueur (1) : 1977
  - Finaliste (2) : 1974 et 1989

Compétitions nationales
- Championnat de Roumanie
  - Vainqueur (17) : 1972, 1973, 1974, 1975, 1976, 1977, 1979, 1980, 1981, 1982, 1983, 1984, 1985, 1987, 1988, 1989, 1990
- Coupe de Roumanie
  - Vainqueur (3) : 1981, 1985, 1990

### Équipe nationale
- Médaillé de bronze aux Jeux olympiques de 1972[1] à Munich,  Allemagne de l'Ouest
- Médaillé d'or au Championnat du monde 1974,  Allemagne de l'Est
- Médaillé d'argent aux Jeux olympiques de 1976[1] à Montréal,  Canada
- Médaillé de bronze aux Jeux olympiques de 1980[1] à Moscou,  Union soviétique

## Palmarès d'entraineur

### En clubs masculins
Compétitions internationales
- Finaliste de la Coupe des clubs champions européens en 1989

Compétitions nationales
- Championnat de Roumanie (9) : 1981, 1982, 1983, 1984, 1985, 1987, 1988, 1989, 1990
- Coupe de Roumanie (4) : 1981, 1985, 1990, 2007

### En clubs féminins
Compétitions internationales
- Finaliste de la Ligue des champions en 2010

Compétitions nationales
- Championnat de Roumanie (3) : 2011, 2012, 2013
- Coupe de Roumanie (1) : 2011

### Équipe nationale
- Médaillé de bronze aux Jeux olympiques de 1984[2] à Los Angeles,  États-Unis (avec  Roumanie masc.)
- Médaillé de bronze au Championnat d'Europe féminin 2010 (avec Roumanie fém.)